# Поповское (19 км)
Эта статья о небольшой деревне на границе Рыбинского и Большесельского района в окрестностях монастыря Александрова Пустынь, которая обслуживается почтовым отделением Семенники, в том же сельском округе есть более крупная деревня с тем же названием, стоящая поблизости от села Михайловское
Попо́вское (В документах иногда Поповское (19 км)) — деревня в Михайловском сельском округе Волжского сельского поселения Рыбинского района Ярославской области .
Деревня расположена в окружении лесов в южной части поселения на расстоянии около 0,7 км к западу от автомобильной дороги, идущей от центра сельского округа Михайловского на Александрову Пустынь, к юго-западу от деревни Мелехово и северо-западу от Александровой Пустыни. Деревня стоит на просёлочной дороге которая связывает расположенную с северо-западу деревню Сараево с северной окраиной Александровой пустыни .
Деревня Поповка указана на плане Генерального межевания Рыбинского уезда 1792 года.
На 1 января 2007 года в деревне числилось 2 постоянных жителя . Почтовое отделение, расположенное в селе Семенники, обслуживает в деревне Поповское 6 домов .